# Convair F2Y Sea Dart
El Convair F2Y Sea Dart fue un prototipo de hidrocanoa de caza diseñado y desarrollado por la firma estadounidense Convair, que no llegó a entrar en producción. Fue el primer y único hidroavión que ha superado la velocidad del sonido.

## Desarrollo
El concepto representado por el Convair 2-2 despertó gran interés en la Armada estadounidense, hasta el punto que el 19 de enero de 1951 encargó un prototipo del XF2Y-1 y más tarde, el 28 de agosto de 1952, encargó una serie de 12 cazas F2Y-1, además de cuatro YF2Y-1 de preserie. 
Sin embargo, en su primer vuelo, realizado el 9 de abril de 1953, las prestaciones del prototipo resultaron inferiores a las esperadas; este factor, al que se sumaban serios problemas de vibraciones debidas a los esquíes, fue la causa de que se cancelaran los encargos de XF2Y-1 y la serie del F2Y-1. Era precisa una potencia superior al empuje de 1542 kg que suministraba cada uno de los turborreactores Westinghouse J34-WE-32 instalados en el prototipo y en el primer YF2Y-1. Este último fue modificado mediante la instalación de dos Westinghouse J46-WE-2, y su sección delantera del fuselaje fue adaptada para que pudiera contener los posquemadores del motor; esa misma planta motriz fue instalada en los otros tres YF2Y-1. El 3 de agosto de 1954, el YF2Y-1 superó la velocidad de Mach 1 en un suave picado, con lo que se convirtió en el primer hidroavión supersónico. Sin embargo, sólo dos de estos aviones fueron utilizados en un programa de pruebas limitado que finalizó en 1956.

### Redesignación
Sorprendentemente, ya que el proyecto llevaba años cancelado, durante la unificación de designaciones realizada en las fuerzas armadas estadounidenses en 1962, recibió la designación F-7.

## Diseño
El Sea Dart era un diseño bimotor con ala en delta de implantación media, con un ligero diedro positivo. Carecía de flotadores alares y su fuselaje de configuración hidrocanoa no seguía la típica configuración de estos hidroaviones. Aunque mantenía la sección frontal hidrodinámica en V, la altura libre era extremadamente reducida, quedando la raíz alar muy cerca del agua, mientras que los extremos, en contacto con ella, proporcionaban el equilibrio necesario.
Si bien el diseño básico era de hidrocanoa, una configuración tan extrema no facilitaba en absoluto el despegue, por lo que en la parte inferior del fuselaje se ubicaban un par de hidroesquíes extensibles, que se extendían a medida que la velocidad aumentaba, funcionando inicialmente como hidroalas y, posteriormente, a mayor velocidad, como los flotadores de un hidroavión convencional, siendo el punto de contacto del avión con la superficie del agua.
Para evitar en lo posible la ingestión de agua, las tomas de los motores estaban ubicadas sobre el fuselaje, detrás del arranque de las alas. Ningún Sea Dart llegó a ser equipado con armamento, aunque estaba previsto dotarlos con cuatro cañones de 20 mm y una batería de cohetes.

## Operadores

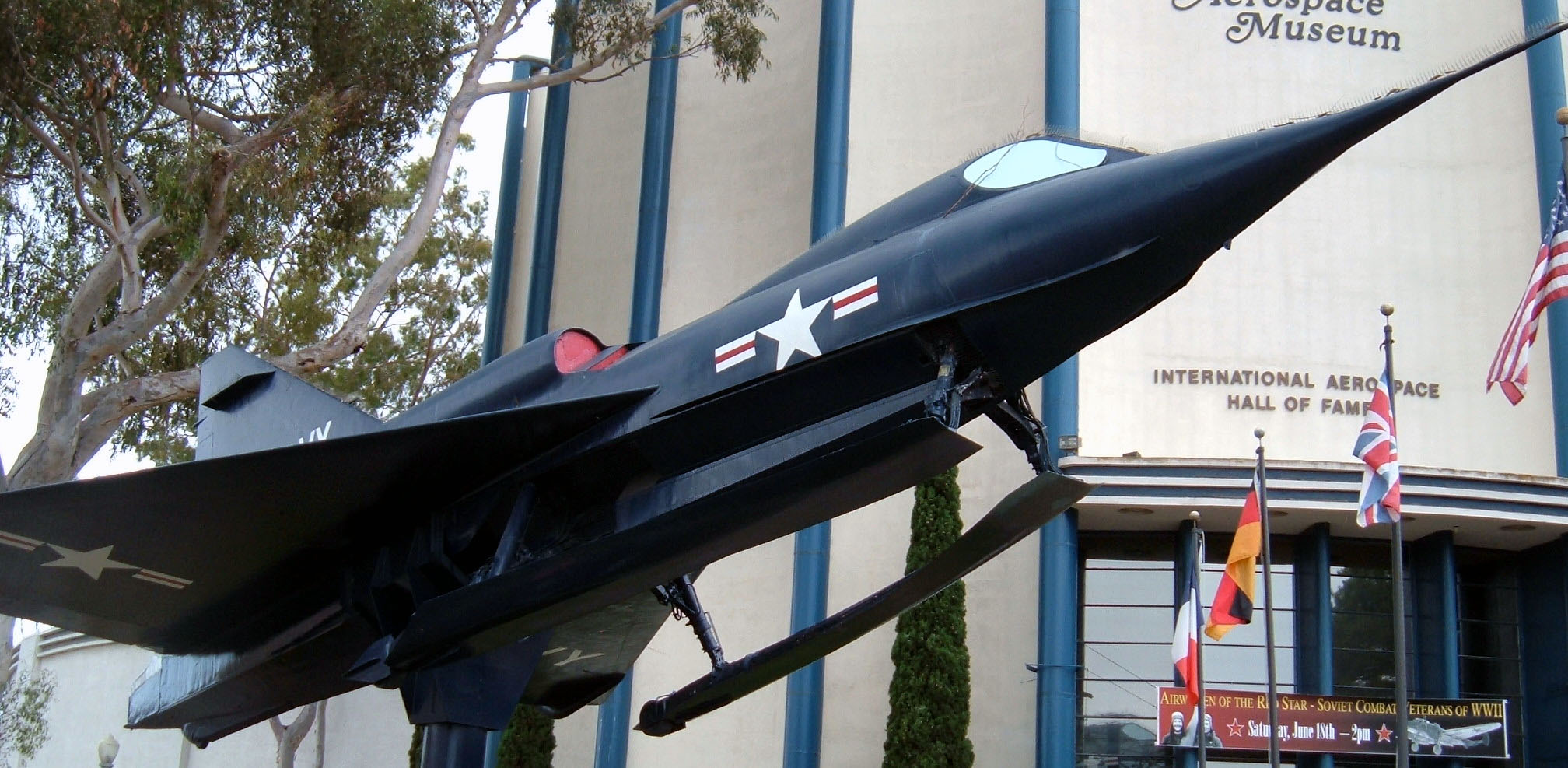
Sea Dart en el Museo Aeroespacial de San Diego (California).

Estados Unidos
- Armada de los Estados Unidos

## Supervivientes
De las cinco ejemplares construidos, tres se encuentran en exposición y otro, que pertenece al Instituto Smithsoniano, está a la espera de ser restaurado. El ejemplar restante se perdió en una exhibición.

## Especificaciones

### Características generales
- Tripulación: Uno (piloto)
- Longitud: 16 m (52,5 ft)
- Envergadura: 10,3 m (33,8 ft)
- Altura: 4,9 m (16,1 ft)
- Superficie alar: 53 m² (570,5 ft²)
- Peso vacío: 5730 kg (12 628,9 lb)
- Peso cargado: 7480 kg (16 485,9 lb)
- Peso máximo al despegue: 9750 kg (21 489 lb)
- Planta motriz: 2× turborreactor Westinghouse J46-WE-2.
  - Empuje normal: 27 kN (2753 kgf; 6070 lbf) de empuje cada uno.

### Rendimiento
- Velocidad nunca excedida (Vne): 1325 km/h (823 MPH; 715 kt)
- Alcance: 826 km (446 nmi; 513 mi)
- Techo de vuelo: 16 700 m (54 790 ft)
- Régimen de ascenso: 86,7 m/s (17 067 ft/min)
- Carga alar: 142 kg/m² (29,1 lb/ft²)

### Armamento
- Cañones: 

  - 4 de 20 mm (proyectado)

## Aeronaves relacionadas

### Desarrollos relacionados
- Convair XF-92
- F-102 Delta Dagger
- F-106 Delta Dart

### Aeronaves similares
- Saunders-Roe SR.A/1

### Secuencias de designación
- Secuencia Numérica (interna de Convair): 1 - 2 - 3 - 4 - 5 →
- Secuencia F_Y (Cazas de la Armada estadounidense, 1922-1962 (Convair, 1954-1962)): FY - F2Y
- Secuencia F-_ (Cazas estadounidenses, 1962-presente): ← F-4 - F-5 - F-6 - F-7 - F-8 - F-9 - F-10 →